# Ricardo Delgado
Ricardo Delgado Nogales (* 13. července 1947 Ciudad de México) je bývalý mexický boxer. Na domácích olympijských hrách v Mexiku roku 1968 získal zlatou medaili v tzv. muší váze (do 51 kg). Všechna svá utkání na hrách vyhrál jasně 5–0. Ve stejné kategorii má též stříbro z panamerických her ve Winnipegu konaných roku 1967. V roce 1969 přešel k profesionálům, ale tam se mu tolik nedařilo, jeho bilance v profi ringu je 14 výher, 11 proher a 5 remíz. Profesionální kariéru ukončil v roce 1975.